# Bixby (Texas)
Bixby es un lugar designado por el censo ubicado en el condado de Cameron en el estado estadounidense de Texas. En el Censo de 2010 tenía una población de 504 habitantes y una densidad poblacional de 122,7 personas por km².

## Geografía
Bixby se encuentra ubicado en las coordenadas 26°8′39″N 97°51′14″O / 26.14417, -97.85389. Según la Oficina del Censo de los Estados Unidos, Bixby tiene una superficie total de 4.11 km², de la cual 4.07 km² corresponden a tierra firme y (0.95%) 0.04 km² es agua.

## Demografía
Según el censo de 2010, había 504 personas residiendo en Bixby. La densidad de población era de 122,7 hab./km². De los 504 habitantes, Bixby estaba compuesto por el 94.44% blancos, el 0.2% eran afroamericanos, el 0.99% eran amerindios, el 0% eran asiáticos, el 0% eran isleños del Pacífico, el 3.57% eran de otras razas y el 0.79% pertenecían a dos o más razas. Del total de la población el 79.37% eran hispanos o latinos de cualquier raza.